# Turtle Diary
Turtle Diary is een Britse film uit 1985 van regisseur John Irvin met in de hoofdrollen Ben Kingsley en Glenda Jackson. De film is gebaseerd op de gelijknamige roman van Russell Hoban en werd door Harold Pinter bewerkt tot een scenario.

## Verhaal
William Snow werkt als verkoper in een boekwinkel. Buiten werktijd verblijft hij in een pension waar hij regelmatig overhoop ligt met de andere gasten, met name met meneer Sandor, een Hongaar. Snow ergert zich blauw aan de slordigheid van de man die nalaat om na gebruik het gemeenschappelijke fornuis of bad schoon te maken. Zijn vrije tijd brengt Snow door in de London Zoo, de dierentuin van Londen. Hij is gefascineerd door de twee grote zeeschildpadden die al dertig jaar in de dierentuin verblijven. William is zich aanvankelijk niet bewust dat er nog een schildpadfan rondloopt in de Zoo, Neaera Duncan. Duncan is een schrijfster van kinderboeken en woont in een appartement met haar watertor en een buurman die een expert is op het gebied van slakken. Ze is bang dat haar talent op is geraakt en zoekt afleiding bij de zeeschildpadden. Snow en Duncan ontmoeten elkaar in de boekwinkel waar de laatste een boek over zeeschildpadden wil kopen. Ze gaan hierna gezamenlijk naar het aquarium en Duncan vertelt dat de schildpadden eigenlijk te weinig ruimte hebben en diep ongelukkig zijn. Langzaam ontstaat bij hen het idee om de prachtige dieren te laten ontsnappen naar de zee. Ze krijgen hierbij hulp van de oppasser van de schildpadden. Snow gaat aan het werk en bouwt twee enorme houten kratten om de dieren te vervoeren. Het ontsnappingsplan krijgt vertraging als Miss Neap, een andere bewoner van Snows pension, zelfmoord pleegt. Maar niet lang daarna slagen Snow en Duncan er in om de zeeschildpadden naar zee te brengen en ze te laten ontsnappen.

## Rolverdeling
| Acteur          | Personage        |
| --------------- | ---------------- |
| Glenda Jackson  | Neaera Duncan    |
| Ben Kingsley    | William Snow     |
| Richard Johnson | Mr. Johnson      |
| Michael Gambon  | George Fairbairn |
| Jeroen Krabbé   | Mr. Sandor       |
| Eleanor Bron,   | Miss Neap        |
| Harriet Walter  | Harriet Simms    |

## Achtergrond
Harold Pinter bewerkte de roman van Russell Hoban tot een filmscenario. Hij maakte er een verhaal waarbij twee individuen hun eigen wens om te ontsnappen uit hun bekrompen wereld projecteren op twee schildpadden. William Snow woont in een pension waar hij zich zo ergert aan de slordige Sandor dat het tot een handgemeen komt. Het pension is Snows universum waar hij zich staande houdt tussen zijn lotgenoten. Alle pensiongasten zijn eenzaam, niet alleen miss Neap, maar ook Sandor en de levenslustige pensionhoudster. Ook op zijn werk in de boekwinkel is Snow alleen. Hij trekt weliswaar de aandacht van zijn collega Harriet, maar hun verhouding komt niet echt uit de verf. Neaera Duncan is een schrijfster van kinderboeken en net als Snow is ze vastgelopen in haar leven. Ze is alleen met als enig gezelschap een watertor. Afgezien van een praatje met haar wereldvreemde buurman of een gesprek met haar uitgever komt ze amper onder de mensen. De zeeschildpadden vormen de metafoor voor de ontsnappingsdrang van Duncan en Snow. Ze zoeken een uitweg uit hun uitzichtloze bestaan en vinden die uitweg in de ontsnapping van de schildpadden. Tussen Duncan en Snow ontstaat geen romance, er is geen sprake van verliefdheid. Wel is er de band van twee eenzame mensen met een gemeenschappelijk doel.